# 西贡圣若瑟大修院
西贡圣若瑟大修院（越南语：Đại chủng viện Thánh Giuse Sài Gòn）是一个天主教大修院，由巴黎外方传教会神父于1863年创建，今天位于越南胡志明市第一郡𤅶犧坊孙德胜街（đường Tôn Đức Thắng）6号。 过去，这里是圣保禄修院建筑群。1960年最近一次修复。1975年之后，圣保禄修院的大部分土地被分割，设立小学、幼儿园、文化中心、住宅楼，东部被拆除，修建公路。
该堂现在主要服务于外国侨民。三楼的展览馆存放古董、古代书籍，越南殉道聖人的遗物（例如圣徒的骨头，剑，铁链等），雕塑，宗教和民间艺术。
附近有以下建筑：
- 西貢交易廣場
- 圣方济各堂
- 儿童医院

2005年，越南政府批准在春禄县设立西贡圣若瑟大修院的分院。2010年，春禄分院独立，成立春禄圣若瑟大修院，服务于四个教区，即天主教春禄教区、天主教大叻教区、天主教潘切教区、天主教巴地教区。在不久的将来，大叻的明和大修院（Đại chủng viện Minh Hòa）将投入运营，大修院将主要为其余三个教区进行培训。
2013年3月19日，西贡圣若瑟大修院隆重纪念主保圣人聖若瑟，以及修院成立150周年。